# Hyundai Celesta

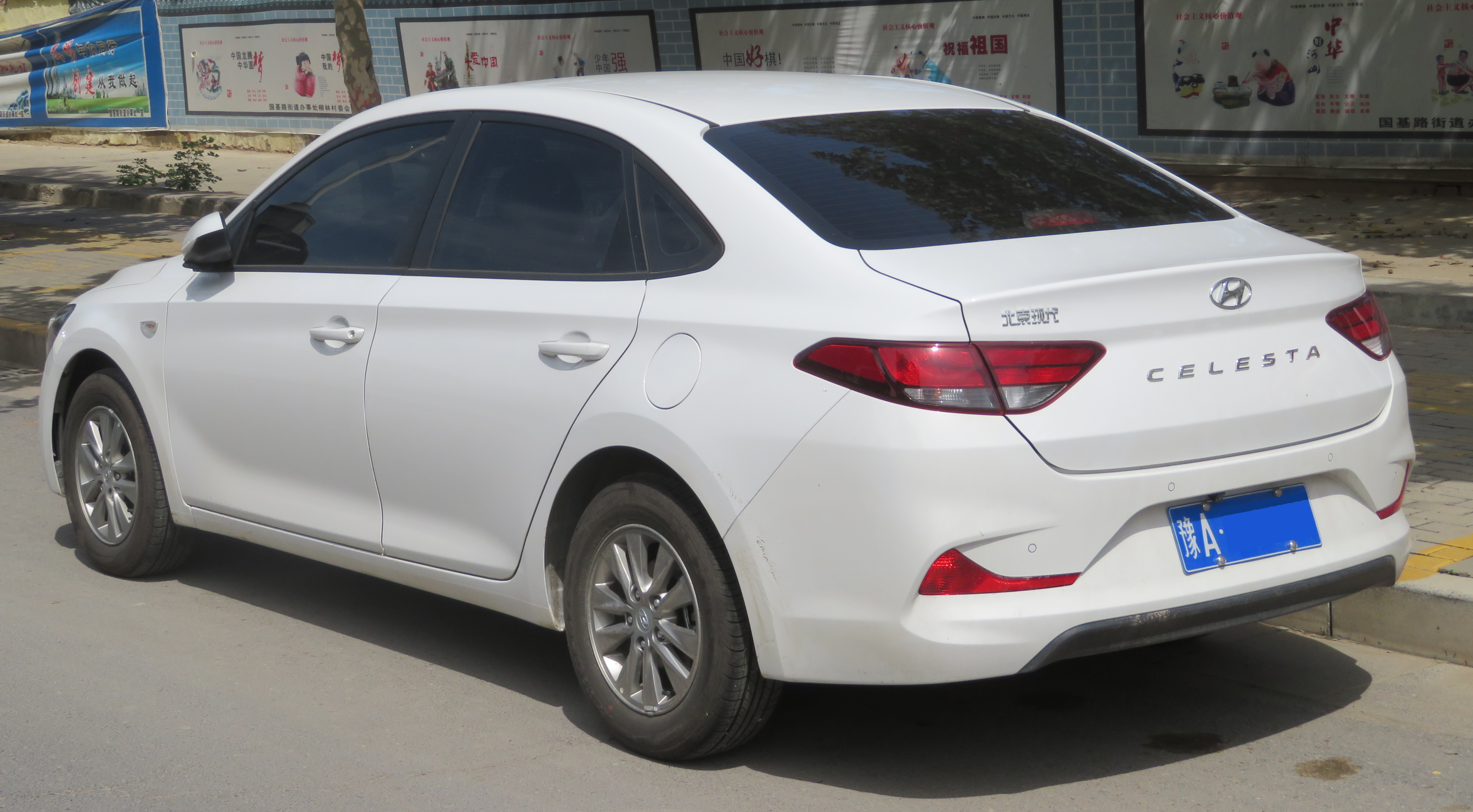
Heckansicht

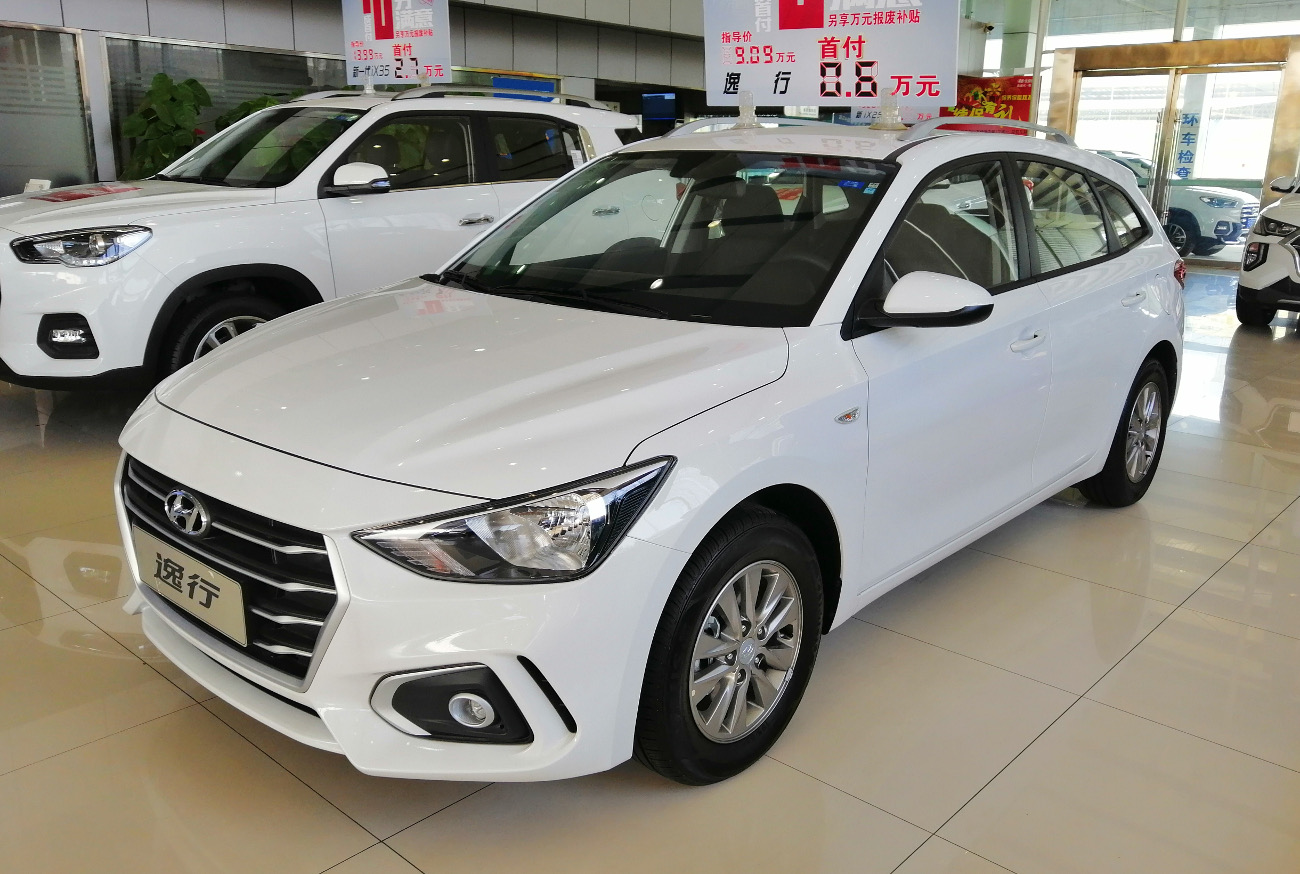
Hyundai Celesta RV (2018–2019)

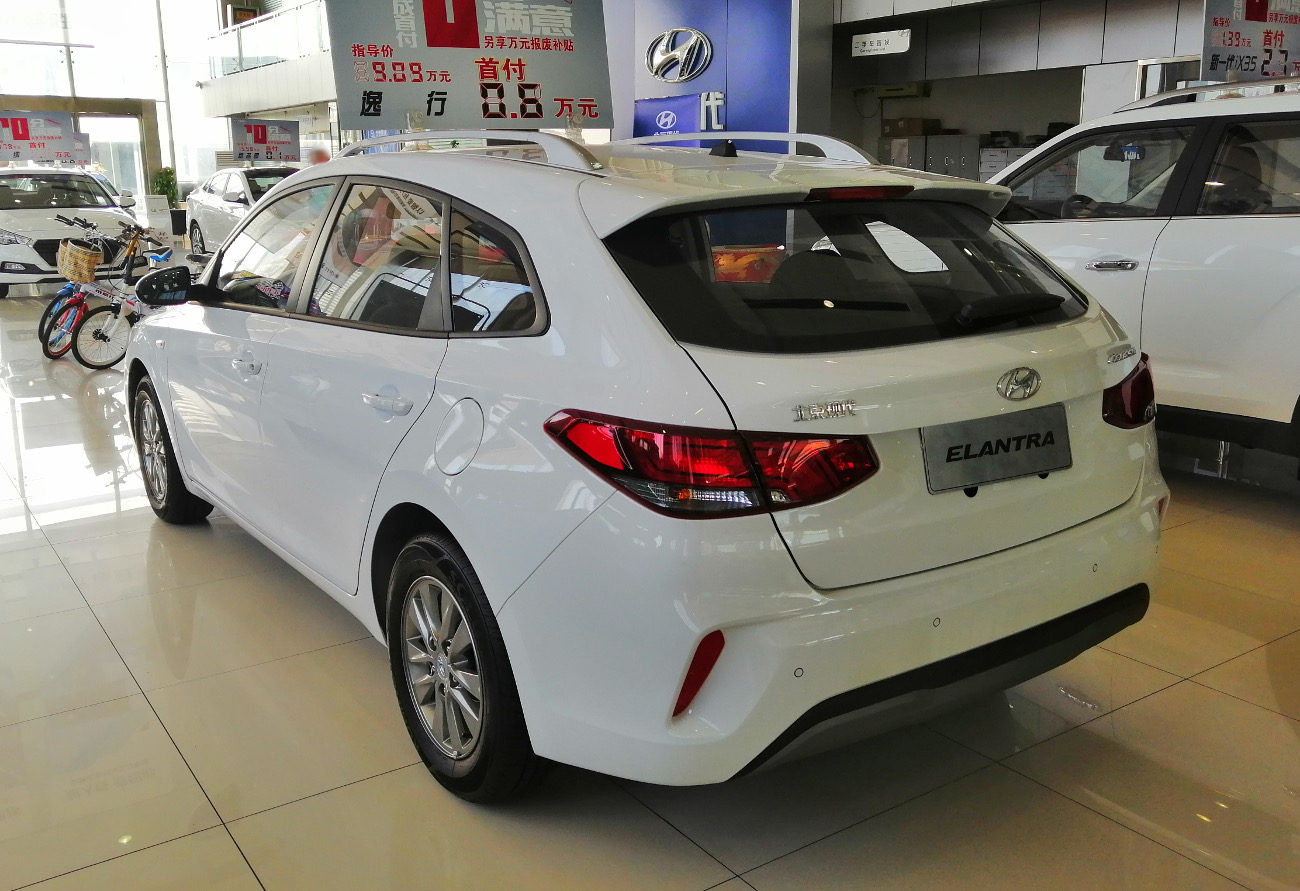
Heckansicht

Der Hyundai Celesta ist ein Pkw der Kompaktklasse der Hyundai Motor Company.

## Geschichte
Das Fahrzeug wurde im November 2016 als Limousine im Rahmen der Guangzhou Auto Show der Öffentlichkeit präsentiert und wurde ab März 2017 vom Beijing-Hyundai Joint Venture gebaut. Technisch basiert das Fahrzeug auf der vierten Generation des Hyundai Elantra, die in China noch bis 2018 als Elantra Yuedong vermarktet wurde.
Auf der Beijing Auto Show im April 2018 stellte Hyundai mit dem Celesta RV eine Kombi-Version vor. Mit einer Länge von 4,41 Metern ist diese Variante gegenüber der Limousine rund zehn Zentimeter kürzer. Der Radstand ist hingegen identisch.

## Technische Daten
Angetrieben wird der Celesta von einem 90 kW (122 PS) starken 1,6-Liter-Ottomotor, der auch im Elantra Yuedong zum Einsatz kommt. Serienmäßig hat die Limousine ein 6-Gang-Schaltgetriebe, auf Wunsch war ein 6-Gang-Automatikgetriebe erhältlich. Im Kombi war zusätzlich noch ein aufgeladener 1,4-Liter-Ottomotor mit 96 kW (131 PS) verfügbar.
| Kenngrößen                                  | 1.4T (1)                         | 1.6                               |
| Bauzeitraum                                 | 08/2018–11/2019                  | 03/2017–04/2023                   |
| Motorkenndaten                              |                                  |                                   |
| Motortyp                                    | R4-Ottomotor                     | R4-Ottomotor                      |
| Motoraufladung                              | Turbolader                       | —                                 |
| Hubraum                                     | 1353 cm³                         | 1591 cm³                          |
| max. Leistung                               | 96 kW (131 PS) bei 5500/min      | 90 kW (122 PS) bei 6300/min       |
| max. Drehmoment                             | 211 Nm bei 1400–3700/min         | 151 Nm bei 4850/min               |
| Kraftübertragung                            |                                  |                                   |
| Antrieb, serienmäßig                        | Vorderradantrieb                 | Vorderradantrieb                  |
| Getriebe, serienmäßig                       | 7-Stufen-Doppelkupplungsgetriebe | 6-Gang-Schaltgetriebe             |
| Getriebe, optional                          | —                                | [6-Stufen-Automatikgetriebe] (2)  |
| Messwerte                                   |                                  |                                   |
| Höchstgeschwindigkeit                       | 190 km/h                         | 188 km/h [190 km/h]               |
| Beschleunigung, 0–100 km/h                  | k. A.                            | k. A. [11,6 s]                    |
| Kraftstoffverbrauch auf 100 km (kombiniert) | 5,3 l Super                      | 5,3–5,7 l Super [5,7–6,0 l Super] |